# Philippe Vallauris
Philippe Maggiar dit Philippe Vallauris, né le 31 octobre 1936 dans le 6e arrondissement de Paris, est un acteur de théâtre et de cinéma français.

## Biographie
En dehors de ses rôles au théâtre et au cinéma, on ne sait pratiquement rien de Philippe Vallauris sinon qu'il est le fils d'un industriel parisien. Actif entre 1959 et 1980, il fit également quelques apparitions à la télévision dans l'émission Au théâtre ce soir et aussi dans des séries télévisées. 
On perd sa trace après un dernier rôle au cinéma dans Les Sous-doués de Claude Zidi sorti sur les écrans en avril 1980. Il avait alors 44 ans.

## Filmographie

### Cinéma
- 1965 : Déclic et des claques de Philippe Clair
- 1967 : Oscar d'Édouard Molinaro : le chauffeur
- 1968 : La Petite Vertu de Serge Korber : Marcel, le barman de la brasserie
- 1968 : Le Pacha de Georges Lautner : un inspecteur  de Police judiciaire
- 1969 : Sous le signe du taureau de Gilles Grangier : le secrétaire de Marchall
- 1969 : Le Clan des Siciliens de Henri Verneuil : un inspecteur
- 1972 : Le Tueur de Denys de La Patellière : l'inspecteur Guérin
- 1974 : Nada de Claude Chabrol
- 1976 : L'Année sainte de Jean Girault : l'inspecteur Maillard
- 1980 : Je vais craquer de François Leterrier
- 1980 : Les Sous-doués de Claude Zidi : le père de Caroline

### Télévision
- 1963 : L'un d'entre vous, téléfilm de Lazare Iglésis : le premier jeune homme
- 1965 : Le train bleu s'arrête 13 fois, série télévisée de Mick Roussel, épisode Dijon : Premier courrier : Georges
- 1966 : Au théâtre ce soir : Le Père de Mademoiselle de Roger-Ferdinand, mise en scène de l'auteur, réalisation de Georges Folgoas : Leclair
- 1966 : Retour à Bacoli, téléfilm de Jean-Paul Sassy : un sous-officier
- 1967 : Au théâtre ce soir : Les Vignes du Seigneur, mise en scène Jacques Morel, réalisation de Pierre Sabbagh : Jack
- 1973 : La Duchesse d'Avila, série télévisée de Philippe Ducrest : un voyageur
- 1974 : Un curé de choc, série télévisée de Philippe Arnal, épisodes Café noir, Cocktail surprise et Le marié s'envole : le docteur
- 1975 : La Pluie sur la dune, téléfilm de Serge Piollet : Jean
- 1975 : Les Cinq Dernières Minutes, série télévisée de Claude Loursais, épisode Le coup de pouce : Albert
- 1976 : Erreurs judiciaires, série télévisée en 13 épisodes de Jean Laviron, épisode Copie vraiment conforme : Me Garraud
- 1977 : La Mort amoureuse, téléfilm de Jacques Ertaud : le chef de service
- 1979 : Au théâtre ce soir : Les Bâtards de Robert Thomas, mise en scène de l'auteur, réalisation de Pierre Sabbagh : Charles

## Théâtre
- 1959 : La Dame de Monsoreau, d'Alexandre Dumas, mise en scène de Jacques Eyser, à la Comédie-Française : Maugiron
- 1968 : Le Père de Mademoiselle, de Roger-Ferdinand, mise en scène Fernand Ledoux, au théâtre du Grand Casino de Vichy puis en tournée : Leclair
- 1978 : Les Bâtards, de Robert Thomas, mise en scène de l'auteur, au Théâtre Daunou : Charles